# Wilkiea huegeliana
Wilkiea huegeliana es una planta muy común del  bosque lluvioso del este de Australia. Nombres comunes incluyen Wilkiea Común (Common Wilkiea), Haya tetra (Tetra Beech), y Wilkiea venosa (Veiny Wilkiea). Originalmente descrita por el naturalista francés Louis René Tulasne, su nombre actual le fue dado por Alphonse Pyrame de Candolle.
Su rango de distribución natural es desde Mount Dromedary (36° S) cerca del poblado de Narooma en el sureste de Nueva Gales del Sur hasta Maryborough (25° S) en el sureste de Queensland. Tiene preferencia por suelos volcánicos.
El hábitat de la Wilkiea común es el sotobosque en todas sus formas o el bosque lluvioso, excepto las formaciones forestales sujetos a temperaturas frías.

## Descripción

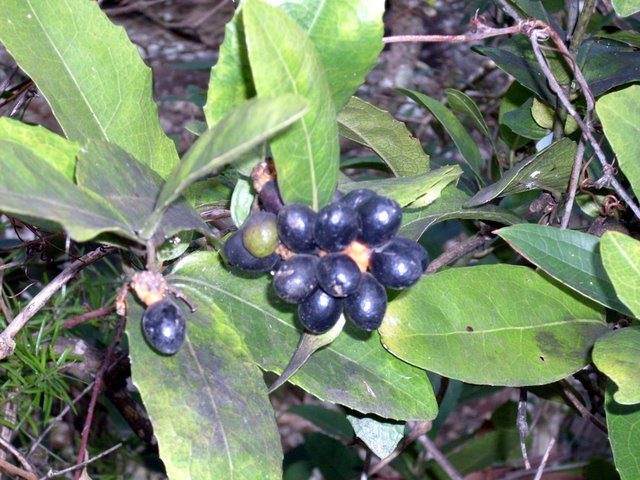
Wilkiea huegeliana fructificando en Nueva Gales del Sur.

Wilkiea huegeliana es un arbusto o árbol pequeño que alcanza una altura de 8 metros, y un diámetro en el tronco de 10 cm. El tronco es con frecuencia torcido e irregular pero no ensanchado en la base. La corteza es lisa, café o grisácea, sin embargo puede ser algo escamosa en las plantas maduras.
Las hojas miden de 5 a 13 cm de largo, y de 1 a 5 cm de ancho, y son opuestas en el tallo. Son de forma elíptica u oblonga, éstas usualmente tienen márgenes dentados, sin embargo son raramente enteras. Redondeadas en la parte superior, se estrechan en el extremo que da al tallo. Oscuras y brillosas en el haz, opacas y más pálidas en el envés. Los tallos de las hojas miden de 3 a 11 mm de largo, y son fuertemente y notablemente venosas, particularmente en el envés.
Es una especie dioica, las plantas pueden ser machos o hembras. Las flores amarillas fragantes se forman de septiembre a febrero.
El fruto madura de mayo a septiembre. El receptáculo frutícola es de color negro brilloso, de 7 a 12 mm de diámetro, sin un tallo. Algunos de ellos se posan juntos en un disco tubular. La regeneración se logra por medio de las semillas frescas.
Wilkiea huegeliana es en su mayor parte polinizada por Thrips setipennis, una especie de Thysanoptera. Estos insectos han sido encontrados tanto en flores macho o hembra.